# میهن (فیلم ۲۰۰۳)
میهن (به هندی: Matrubhoomi) فیلمی محصول سال ۲۰۰۳ و به کارگردانی مانیش جا است. در این فیلم بازیگرانی همچون تولیپ جوشی، سودهیر پاندی، پیوش میشرا، سوشانت سینگ، آدیتا سیرواستاو ایفای نقش کرده‌اند.